# Monalysa Alcântara
Monalysa Maria Alcântara Nascimento (sinh ngày 24 tháng 1 năm 1999) là người mẫu và là một hoa hậu người. Brazil người. Cô đã đăng quang ngôi vị cao nhất và giành được vương miện tại cuộc thi Hoa hậu Brazil 2017. Cô trở thành đại diện đầu tiên từ khu vực Piauí và người phụ nữ thứ ba gốc Afro-Brazil giành vương miện của một cuộc thi sắc đẹp trong nước. Cô đại diện cho Brazil tại Hoa hậu Hoàn vũ 2017, nơi cô được xếp hạng Top 10 chung cuộc.

## Cuộc đời và sự nghiệp

### Đầu đời
Alcântara sinh ra và lớn lên ở Teresina, Piauí. Cô bắt đầu làm người mẫu từ năm mười bốn tuổi, hiện tại cô đang là một sinh viên đại học chuyên ngành quản trị kinh doanh và học thêm chuyên ngành thời trang.

### Cuộc thi
Alcântara bắt đầu sự nghiệp cuộc thi hoa hậu của mình sau khi đăng quang Miss Teen Piauí 2016, ở tuổi mười bảy. Cô tiếp tục đại diện cho Piauí tại cuộc thi Miss Teen Brazil 2016, với thành tích xuất sắc cùng với nhan sắc của mình, cô vượt qua rất nhiều thí sinh và trở thành Á hậu. Năm sau, khi được 18 tuổi, Alcântara đăng quang Hoa hậu Piauí 2017. Cô tiếp tục đại diện cho Piauí trong cuộc thi Miss Brazil 2017, và giành chiến thắng với ngôi vị cao nhất, trở thành người phụ nữ đầu tiên từ Piauí và người Afro-Brazil thứ ba giành vương miện của một cuộc thi sắc đẹp trong nước. Cô đại diện Brazil tại Hoa hậu Hoàn vũ 2017 tại Las Vegas, nơi cô đạt thành tích xuất sắc và lọt vào Top 10.